# Rybnik
Pour les articles homonymes, voir Rybník et Rybnik (homonymie).
Rybnik (/ˈrɨbɲik/ ; en silésien : Rybńik) est une grande ville de la voïvodie de Silésie, dans le sud de la Pologne près de la frontière tchèque. La ville-district autonome est le chef-lieu du powiat de Rybnik.

## Toponymie
Le nom de la ville est dérivé de ryba, « poisson », et fait allusion à l'aquaculture qui existait dans la région dès le Moyen Âge (voir les armoiries).

## Géographie
Rybnik est située sur les rives de la Ruda, un affluent de l'Oder, à environ 25 km au sud de Gliwice, 100 km à l'ouest de Cracovie et 290 km au sud-ouest de Varsovie. La ville appartient à la région historique de Haute-Silésie.

## Histoire
La fondation de la ville remonte au Xe siècle, sous le règne des premiers souverains issus de la maison Piast. À partir de 1172, la région appartient au duché de Racibórz. Le duc Mieszko Ier y fonde un couvent des religieuses norbertines que son successeur Casimir Ier d'Opole transfère à Czarnowąsy en 1228. Rybnik devient commune selon le droit de Magdebourg au cours de la colonisation germanique vers la fin du XIIIe siècle.

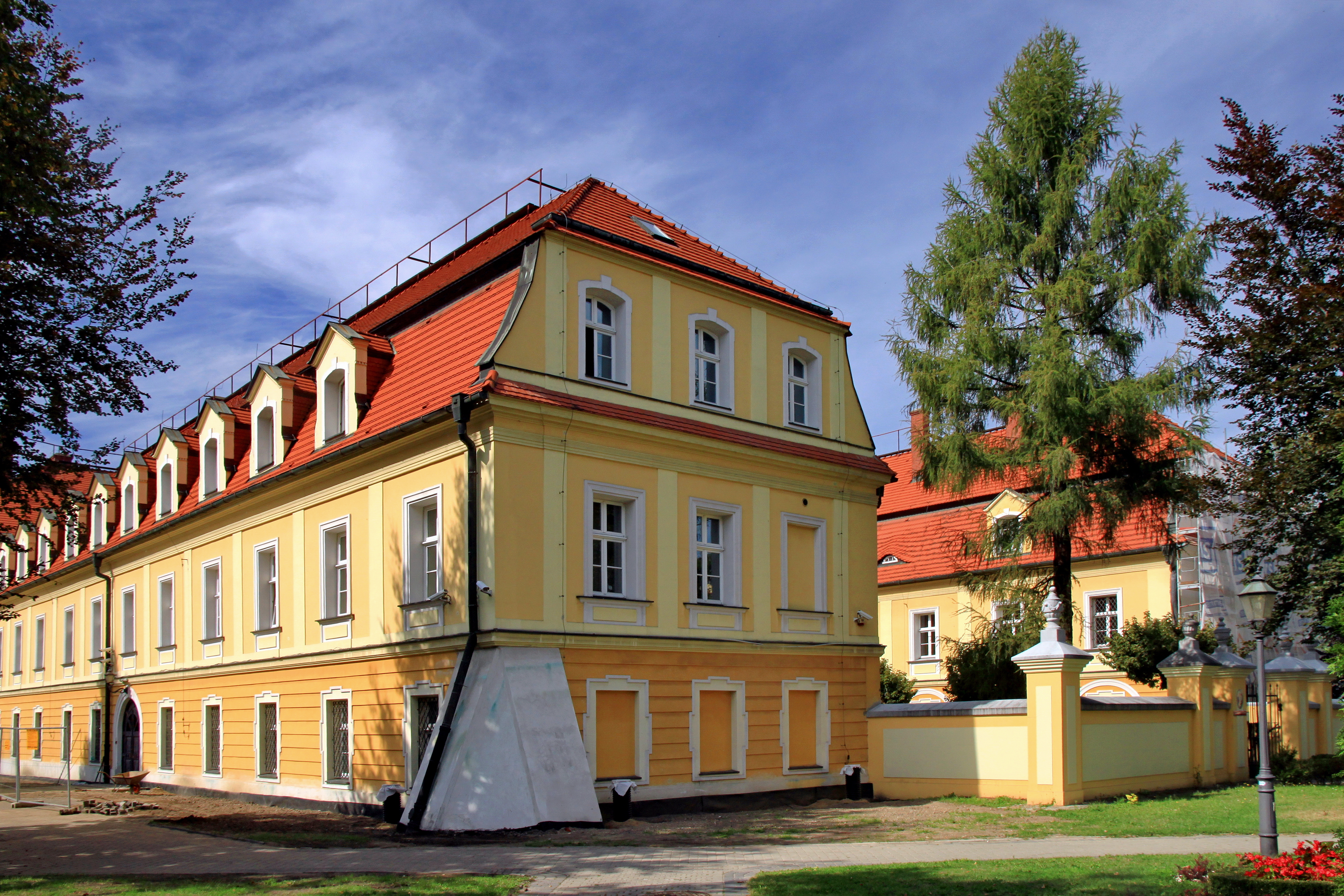
Le château de Rybnik.

À compter de 1327, le duché de Racibórz est un fief de la couronne de Bohême. Lorsque la lignée des ducs Piast s'éteint à la mort de Lech de Racibórz en 1336, leurs domaines passent aux ducs d'Opava, une branche cadette des Přemyslides. Ils sont dévastés durant les croisades contre les hussites jusqu'à leur défaite en 1433. Peu après, en 1437, le duc Nicolas V de Krnov, fils de Jean II d'Opava, transfère sa résidence à Rybnik ; son fils Venceslas est un partisan du roi Vladislas IV de Bohême et est emprisonné par l'antiroi Matthias Corvin en 1474. À son décès en 1479, Rybnik passe au duc Jean IV de Krnov puis, en 1483, à Jean V de Ratibor.
Le dernier duc des Přemyslides, Valentin le Bossu meurt sans héritier en 1521. Conformément aux dispositions successorales confirmées par le roi Vladislav IV, son territoire passe au duc Jean II d'Opole puis, après le décès de celui-ci en 1532, à la couronne de Bohême qui depuis 1526 fait partie de la monarchie de Habsbourg. La seigneurie de Rybnik est acquise par la famille Lobkowicz en 1575. À la suite de la première guerre de Silésie, en 1742, la plupart de la Silésie est annexée par Frédéric II de Prusse. Son successeur acquiert Rybnik en 1788.
À la suite des réformes prussiennes, en 1813, la ville est incorporée au district d'Oppeln au sein de la province de Silésie et devient chef-lieu de l'arrondissement de Rybnik en 1818. C'est à cette époque que l'extraction du charbon commence à se développer. Après la défaite allemande dans la Première Guerre mondiale et les insurrections de Silésie contre la république de Weimar, le plébiscite de Haute-Silésie a pour conséquence la fixation de la frontière entre les deux pays : Rybnik et ses environs sont annexés à la Pologne. Après l'occupation allemande pendant la Seconde Guerre mondiale, la ville fait à nouveau partie de la république de Pologne. La population germanophone restante est expulsée.
Au cours des années d'après-guerre, l'extraction du charbon connaît une forte croissance et la population de la ville atteint les 100 000 habitants dans les années 1970. En 2002 un nouveau campus de l'université de Silésie est inauguré à Rybnik.

## Démographie
La population de Rybnik s'élevait à 139 129 habitants en 2016.

## Sport
Rybnik possède un club de football : le ROW Rybnik.

## Travailler à Rybnik
La ville étant fortement industrialisée, les emplois proviennent principalement de ce secteur économique. Néanmoins, pour évaluer les opportunités d'emploi, il convient de prendre en compte les prévisions du Baromètre des professions, qui indiquent la demande de main-d'œuvre dans chaque comté et province du pays.
Selon l'étude, les pénuries de main-d'œuvre les plus importantes concernent :
- les chauffeurs routiers,

- les maçons et plâtriers,

- les boulangers,

- les infirmiers et sages-femmes,

- les ouvriers du bâtiment,

- les ouvriers du bâtiment et

- les soudeurs.

Une demande de main-d'œuvre légèrement moins urgente, mais néanmoins importante, est également constatée dans les secteurs suivants:
- Technologique – Analystes, testeurs et opérateurs de systèmes TIC, concepteurs, administrateurs de bases de données et programmeurs recherchés ;

- Bâtiment – Offres d'emploi pour bétonneurs et ferblantiers, tôliers et peintres automobiles, charpentiers et menuisiers, monteurs d'installations de construction, conducteurs et mécaniciens d'engins de terrassement, ouvriers de la construction routière ;

- Automobile et industrie mécanique – Manque d'électriciens, d'électromécaniciens et de monteurs électriciens, de mécaniciens automobiles et de conducteurs de machines de découpe ;

- Mines – La demande concerne les mineurs et les conducteurs de machines et d'équipements miniers ;

- Santé et protection sociale – Kinésithérapeutes et masseurs, médecins, aides-soignants pour personnes âgées ou handicapées, prothésistes dentaires et travailleurs sociaux recherchés ; Transports – Offres d'emploi pour chauffeurs de bus, magasiniers,

- Restauration – Le déficit de personnel concerne les cuisiniers et les aides-cuisiniers.

- Éducation – Il y a une pénurie d'enseignants de matières professionnelles et générales, ainsi que de formateurs en formation professionnelle pratique et de moniteurs d'auto-école. La liste des professions déficitaires à Rybnik comprend également : jardiniers et arboriculteurs, employés de la finance et de la comptabilité maîtrisant les langues étrangères, employés des services en uniforme, menuisiers et charpentiers, vendeurs et caissiers. Le marché du travail de Rybnik est ouvert aux candidats de formations et d'expériences diverses. Parallèlement, le chômage y est faible par rapport à la situation dans le pays et dans la province. Taux de chômage selon l'Office central des statistiques (septembre 2020) :  Rybnik : 4,2 %, voïvodie de Silésie : 4,8 %, Pologne : 6,1 %.

## Personnalités

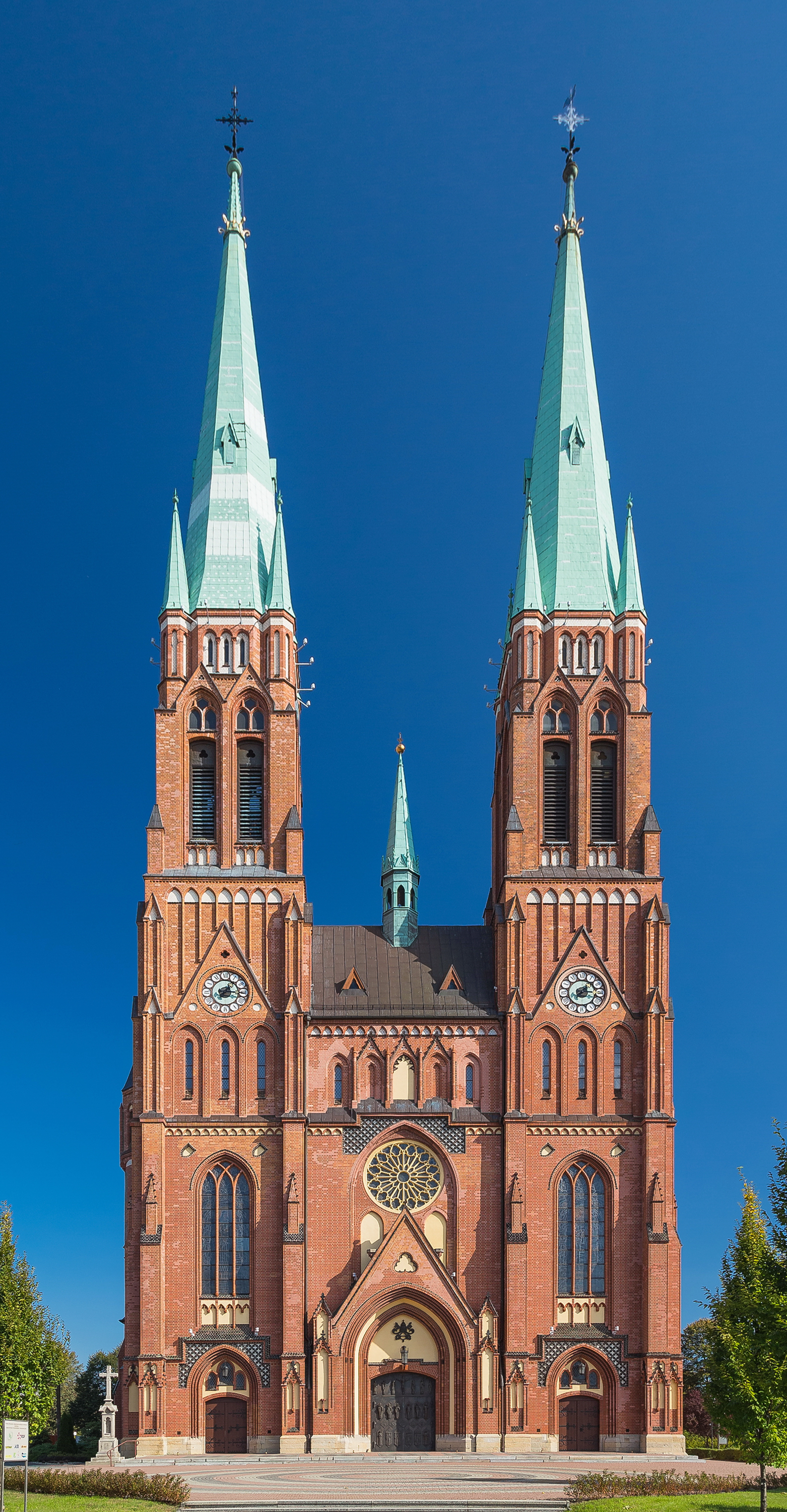
La basilique néogothique Saint-Antoine.

- Otto Landsberg (1869–1957), homme politique ;
- Hermann Boehm (1884–1972), amiral ;
- Piotr Paleczny (né en 1946), pianiste ;
- Jan Olbrycht (né en 1952), homme politique ;
- Bolesław Piecha (né en 1954), homme politique ;
- Jerzy Dudek (né en 1973), footballeur ;
- Thomas Zdebel (né en 1973), footballeur ;
- Thomas Godoj (né en 1978), musicien ;
- Monika Soćko (née en 1978), joueuse d'échecs ;
- Ewa Sonnet (née en 1985), chanteuse et modèle de charme ;
- Mariusz Prudel (né en 1986), joueur de beach-volley ;
- Julia Kowalczyk (née en 1997), judokate.

## Jumelages
La ville a signé des jumelages avec :
| - Dorsten (Allemagne) - Eurasburg (Allemagne) - Haderslev (Danemark) - Ivano-Frankivsk (Ukraine) - Karvina (Tchéquie) - Larissa (Grèce) | - Liévin (France) - Mazamet (France) - Newtownabbey (Irlande du Nord) - Saint-Vallier (France) - Szolnok (Hongrie) - Vilnius (Lituanie) |